# Camille de Serres-Rainville
Camille de Serres-Rainville (* 24. August 1995 in Montreal) ist eine kanadische Shorttrackerin.

## Werdegang
De Serres-Rainville startete zu Beginn der Saison 2018/19 in Calgary erstmals im Weltcup. Dort kam sie auf den 15. Platz über 1000 m und auf den 13. Rang über 1500 m. Mit der Staffel erreichte sie mit dem dritten Platz ihre erste Podestplatzierung im Weltcup. Im Dezember 2018 wurde sie beim Weltcup in Almaty ebenfalls Dritte. Ihre beste Saisonplatzierung im Weltcupeinzel war der fünfte Platz über 1500 m in Salt Lake City. Beim Saisonhöhepunkt, den Weltmeisterschaften 2019 in Sofia holte sie die Bronzemedaille mit der Staffel.

## Persönliche Bestzeiten
- 1500 m    2:23,851 min. (aufgestellt am 10. November 2018 in Salt Lake City)